# Sông Vàm Cỏ Đông

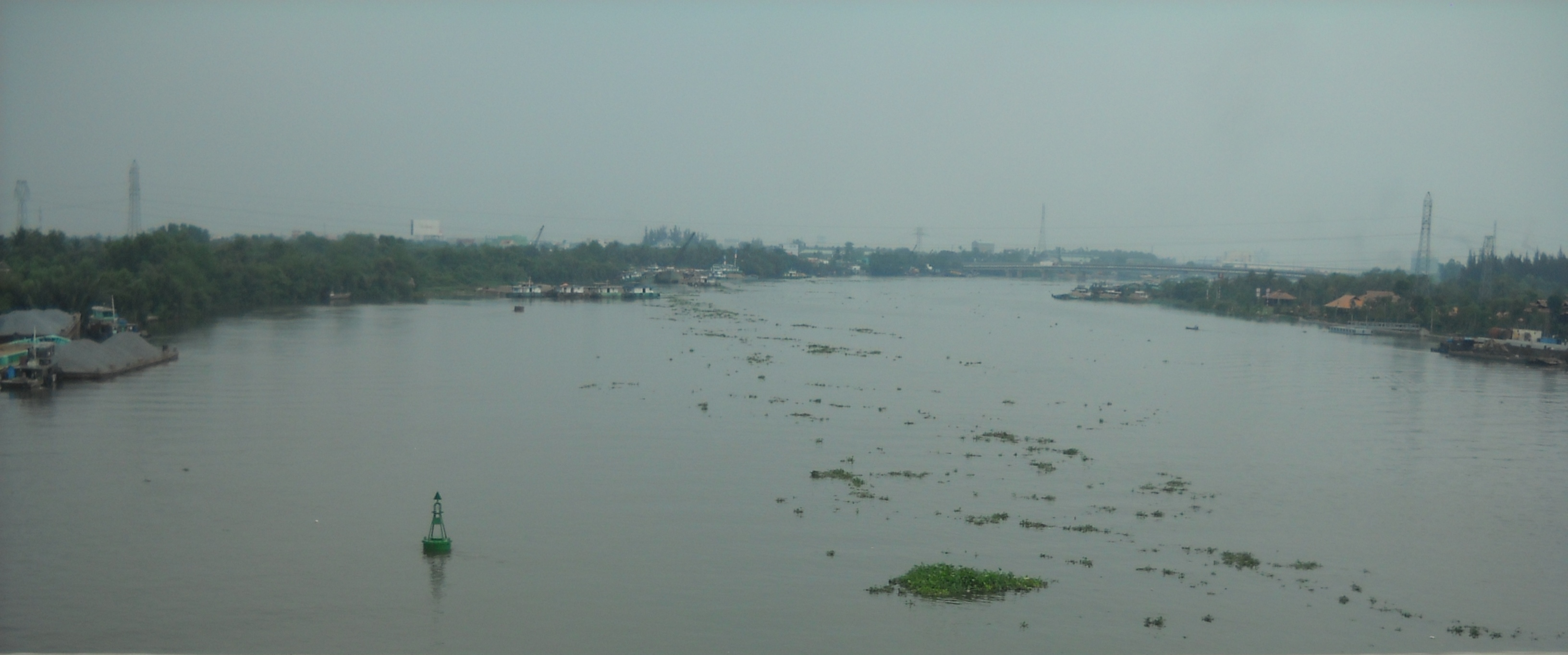
Sông Vàm Cỏ Đông, đoạn chảy qua Bến Lức

Sông Vàm Cỏ Đông là một chi lưu của sông Vàm Cỏ, thuộc hệ thống sông Đồng Nai.
Sông Vàm Cỏ Đông bắt nguồn từ vùng đồng bằng trũng thấp thuộc lãnh thổ Campuchia chảy vào Việt Nam tại xã Biên Giới, xã Thành Long, huyện Châu Thành, Tây Ninh, rồi qua các huyện, thị Bến Cầu, Hòa Thành, Gò Dầu, Trảng Bàng (đều thuộc Tây Ninh) với thủy trình khoảng 98 km. Đoạn tiếp theo dài khoảng 6 km là ranh giới hai tỉnh Tây Ninh, Long An. Sau đó, sông chảy vào địa phận tỉnh Long An qua các huyện Đức Hòa, Đức Huệ, Bến Lức, Cần Đước với thủy trình khoảng 86 km rồi kết hợp với sông Vàm Cỏ Tây tạo nên sông Vàm Cỏ để đổ vào sông Soài Rạp và đi ra biển Đông.
Sông Vàm Cỏ Đông có một số chi lưu trong đó có sông Nhật Tảo. Vào thời nhà Nguyễn, sông Vàm Cỏ Đông mang tên là sông Quang Hóa vì chảy qua gần lỵ sở và cắt ngang chính giữa huyện Quang Hóa, phủ Tây Ninh, tỉnh Gia Định thời nhà Nguyễn (vùng đất nay là các huyện Bến Cầu, Gò Dầu, Trảng Bàng,... tỉnh Tây Ninh). Đại Nam nhất thống chí chép về sông này như sau:
| “ | Sông Quang Hóa: cách huyện lỵ Quang Hóa chừng 1 dặm về phía Nam, là thượng lưu sông Cửu An. Sông chảy từ phía tây huyện lỵ (Quang Hóa), khoảng 24 dặm rưỡi thì gặp khe Xỉ, rồi chảy 91 dặm nữa thì đến thủ sở đạo Quang Phong (cũ) giáp địa giới nước Cao Miên (đúng chỗ đường ngang sứ thần Cao Miên sang cống phải đi qua). Ven sông có nhiều rừng, trên (thượng nguồn) phía tây, nước chia thành 2 đường: dòng phía Bắc tục gọi là "Cái Bát", đi về phía bắc hơn 100 dặm đến suối cùng (thượng nguồn); dòng phía tây tục gọi là "Cái Cậy", đi về phía tây hơn 150 dặm đến suối cùng (thượng nguồn), đều là đất liên thông tiếp giáp với rừng Quang Hóa. | ” |

Sông Vàm Cỏ Đông (Vaico Oriental) trong bản đồ tỉnh Gia Định nhà Nguyễn.

Nguồn chính chảy từ tỉnh Prey Veng Campuchia, qua phía bắc tỉnh Svay Rieng có tên Khmer gọi là Prek Kampong Spean, đoạn đầu nguồn của nguồn chính khi vào Việt Nam ngày nay gọi là sông Suối Mây, còn trước đây gọi là Cái Cậy. Sông có chiều dài 280 km trong đó phần trên lãnh thổ Việt Nam dài hơn 190 km.Lưu vực sông rộng 8.500 km² và lưu lượng là 96 m³/s.
Tại Tây Ninh, Vàm Cỏ Đông chảy từ phía tây bắc hướng Bến Cầu có cảng Bến Kéo qua Gò Dầu Hạ, rồi xuôi hướng đông nam chảy qua thị trấn Bến Lức của tỉnh Long An. Đoạn trung lưu chảy từ Bến Lức tới Tân Trụ, vào thời chúa Nguyễn và nhà Nguyễn gọi là sông Bến Lức (hoặc sông Lật Giang hay sông Cửu An). Sông Vàm Cỏ Đông và sông Vàm Cỏ Tây hợp lưu lại (tại Tân Trụ) thành sông Vàm Cỏ. Vì có nhiều nhánh sông nhỏ của Vàm Cỏ Đông nên nó rất thuận tiện cho việc lưu thông bằng đường thủy để vận chuyển hàng hóa từ các nơi về Tây Ninh hay ngược lại từ Tây Ninh đến những nơi khác (chủ yếu là các tỉnh ở Đồng bằng sông Cửu Long), điển hình là tại cảng Bến Kéo (huyện Hòa Thành) rất tấp nập.
Đây là nơi xảy ra nhiều trận đánh ác liệt trong các cuộc chiến tranh. Trong cuộc chiến chống Pháp, nghĩa quân Nguyễn Trung Trực đã chỉ huy trận đánh đốt tàu Hy Vọng của thực dân Pháp tại vàm Nhựt Tảo. Trong chiến tranh Việt Nam, đây cũng là nơi diễn ra nhiều trận đánh ác liệt.
Sông này nổi tiếng với bài hát cùng tên là bài "Vàm Cỏ Đông" (sáng tác: Trương Quang Lục, thơ: Hoài Vũ), "Lên ngàn" (sáng tác: Hoàng Việt).
Bắt nguồn từ phía bắc tỉnh Svay Rieng của nước Campuchia, sông Vàm Cỏ Đông có tên Khmer là Prek Kampong Spean. Khi qua biên giới Việt Nam sông có tên gọi theo tiếng bản địa là sông Cái Cay. Tổng chiều dài của sông hơn 280 km trong đó phía Việt Nam là 180 km chảy dài. Sông chảy uốn khúc quanh co qua nhiều làng mạc trù phú của cả hai nước Việt- Cam và hàng năm đem lại rất nhiều hoa lợi cho cư dân ven bờ.

## Văn hoá và truyền thuyết
Lữ khách ai đó một chiều ngang bến sông thơ, con sông đã mang nhiều huyền thoại và sử tích lưu danh truyền đời mà dừng chân ngắm trời non nước mới thấy cái thú tiêu dao của kẻ phong hồ quả cũng là không uổng. Về đây cảm nhận và khám phá con sông huyền thoại rồi lần theo dấu vết thăng trầm lịch sử của dòng sông Vàm Cỏ Đông từ cách nay mấy trăm năm ta thấy quả nhiên dòng sông này chất chứa trong mình nhiều điều rất ư thầm kín. Người xưa gọi là sông Quang Hóa hay Khê Lăng. Có lẽ thế nên trong phần giới thiệu về thổ nhưỡng sông núi của trấn Phiên An - Nam Việt thì sách Gia Định Thành Thông Chí của Trịnh Hoài Đức thời nhà Nguyễn chép rằng:
"Ở thượng lưu sông Thuận An cách phía tây trấn 160 dặm rưỡi. Phủ sở ở bờ phía Bắc sông lớn có người Trung Hoa và Cao Miên ở chung lẫn lộn làm ăn, có tuần ty coi thâu thuế lệ cước đồn và phòng giữ biên cảnh. Từ đây chảy 24 dặm rưỡi có cửa sông Khê Lăng, 91 dặm rưỡi đến thủ sở Quang Phong giáp địa giới Cao Miên. Đây là con đường mà sứ thần Cao Miên sang cống hiến phải đi ngang qua. Dọc theo sông ruộng đất mới khẩn còn nhiều rừng rú. Lên hướng Tây nước chia làm hai nhánh. Nhánh phía Bắc tục danh là Cái Bát đi thẳng ra Bắc 100 dặm chỗ cùng tuyền về đằng Bắc 100 dặm nữa là rừng Quang Hóa. Nhánh phía Nam tục gọi là sông Cái Cay đi lên hướng Tây hơn 100 dặm cũng cùng tuyền. Tới đây đều là đất rừng Quang Hóa liên tiếp nối dài…"
Nếu nói như vậy sông sông Quang Hóa ngày xưa và Vàm Cỏ ngày nay tính từ hợp lưu ở Tân Trụ đổ lên thì Vàm Cỏ Tây gọi là Cái Bát, Vàm Cỏ Đông gọi là Cái Cay. Tên gọi Cái Cay ấy nghe bằng âm Hán tự cổ có nghĩa gần giống như suối tóc hay tóc dài của người nữ phụ. Nếu quan sát sông Vàm Cỏ Đông của ngày hôm nay mà lấy cầu Gò Dầu làm trung tâm chia đôi nửa Thượng - Hạ lưu sông Vàm Cỏ Đông rồi phóng tầm mắt nhìn bao qua ra xa mới thấy bốn bề rộng mở với ngút ngàn màu xanh của đồng lúa và cây cối ven bờ. Chính cây cầu Gò Dầu bắc qua sông Vàm Cỏ này theo cư dân địa phương thì còn một cái tên gọi nữa nghe hơi huyền hoặc chút là cầu "Xóa Nợ". Dân gian nói rằng mỗi năm có rất nhiều con bạc từ Việt Nam qua cửa khẩu Mộc Bài (cách có mấy cây số) bên đất Campuchia chơi trò đen đỏ. Kẻ được thì ít người thua thì nhiều, có người thua quá cùng đường nghĩ quẩn khi về ngang qua sông Vàm Cỏ Đông trầm mình xuống đó để xóa đi món nợ khốn cùng. Trần gian có những điều bất công là thế, dòng sông vốn hiền hòa bốn mùa nước chảy xuôi dòng nuôi sống biết bao thế hệ, một ngày bỗng dưng thành nơi ai oán tương phùng cho âm dương cách biệt. Tháng sáu về những cơn mưa giữa mùa thường hay xuất hiện lúc sang chiều mang đến cái mát trong lành cho thời tiết khu vực. Từ cầu "Xóa Nợ" nhìn xuôi về hạ lưu là vùng đất giáp ranh của hai tỉnh Long An - Tây Ninh sông Vàm Cỏ như một dải lụa mềm ôm lấy hai triền bờ cỏ cây xanh mướt. Lâu lâu nước chảy xuôi dòng bị cản lại bởi các cầu cảng mọc ngay mép nước làm nơi trú ngụ cho tàu thuyền cập bến, những con thuyền xuôi ngược ngày đêm rẽ đôi sóng nước Vàm Cỏ là phương tiện trao đổi hàng hóa giao thương giữa các miền. Nhìn lên thượng lưu con sông bị thu hẹp tầm mắt bởi núi Bà Đen án ngữ, người ta nói thế núi và sông này giống như Long chầu Hổ phục mà tạo nên một vùng đất có nhiều huyền tích về địa linh nhân kiệt nhiều đời. Bình thường trời sáng trong mặt sông lững lờ xuôi nước và những đám lục bình theo thuyền rẽ sóng lên xuống. Gặp khi trời nhiều mây mù cộng với gió nam từ biển thổi vào, hơi nước dưới mặt sông bốc lên tạo thành những đám vũ tích lững lờ lãng đãng như sương như khơi trước khi lên cao và vướng vào các sườn núi khu vực Bà Đen là thế. Có một thời những văn nhân theo bước phong hồ mà thường khi vẫn đắm mình vào con nước chiều lên xuống lúc hoàng hôn buông nắng để tạo ra những thi khúc sống mãi với thời gian về dòng sông huyền thoại này là có thực. Bài hát Lên Ngàn của nhạc sĩ Hoàng Việt và bài ca Vàm Cỏ Đông của Trương Quang Lục cũng bắt nguồn từ đây.
Trở lại sông Vàm Cỏ Đông một chiều sương giăng mờ phủ, đứng trên cầu "Xóa Nợ" lặng im nhìn nước chảy xuôi chiều mà nghe âm vang tiếng mái chèo khua nhịp, tiếng hò lữ thứ của người khách qua sông dạo ấy, khi chính nơi đây cũng là một bến sông thơ tấp nập ghe thuyền ngược xuôi. Ngày nay qua nhiều thăng trầm biến động của thời gian và con vần kiến tạo dòng Quang Hóa xưa cũng thay đổi đi nhiều. Các cây cầu mọc lên, bến sông thơ không còn nữa, hai bên bờ sông mọc lên các tiểu khu công nghiệp và làng mạc, phố xá người xe tấp nập nhưng dòng sông ấy vẫn còn giữ trong mình những tháng năm huyền thoại mà cư dân hai bên bờ vẫn kể cho hậu thế nhân sinh nghe lại. Thời gian là minh chứng, sông Vàm Cỏ Đông trải qua các cuộc dựng xây và giữ gìn đất nước cũng đóng góp không ít chiến công vào trang sử vẻ vang của dân tộc. Từ giá trị văn hóa truyền thống và cảnh quan thiên tạo này, nếu có một ngày các hãng lữ hành quốc tế và trong nước khám phá ra để triển khai được các dự án du lịch ngược xuôi sông Vàm Cỏ cho du khách từ khắp nơi về thưởng lãm nét đẹp hoang sơ quyến rũ của dòng sông lịch sử mang sắc màu huyền thoại này thì hay biết mấy!
Tây Ninh một chiều tháng 6 năm 2015
Nguyễn Quang Vinh
(Tư liệu minh họa là sông Vàm Cỏ Đông- Núi Bà Đen và Thánh thất Trảng Bàng- Tây Ninh cùng sách Gia Định Thành thông Chí - Photo by Quang Vinh. Cơ quan hợp tác báo chí và truyền thông quốc tế ITCI)

## Các cây cầu
Các cầu qua sông Vàm Cỏ Đông địa phận Việt Nam: cầu Bến Sỏi (trên đường lộ 781 nối từ thị trấn Châu Thành về Cửa khẩu Phước Tân, Tây Ninh), cầu Gò Chai (Châu Thành, Tây Ninh), Cầu Bến Đình nối từ quốc lộ 22B thuộc địa phận xã Cẩm Giang huyện Gò Dầu qua xã Tiên Thuận tới thị trấn Bến Cầu huyện Bến Cầu, Tây Ninh, cầu Gò Dầu (nối thị trấn Gò Dầu, huyện Gò Dầu với cửa khẩu Mộc Bài huyện Bến Cầu, Tây Ninh, trên quốc lộ 22 đường Xuyên Á), cầu An Phước nối xã Phước Chỉ với phường An Hòa thị xã Trảng Bàng cầu Đức Huệ (nối thị trấn Hiệp Hòa huyện Đức Hòa với thị trấn Đông Thành huyện Đức Huệ - Long An), cầu Đức Hòa (trên Quốc lộ N2), cầu nối Đường cao tốc Thành phố Hồ Chí Minh – Trung Lương (đã thi công), cầu Bến Lức (Long An).
Theo quy hoạch xây dựng của Ủy ban nhân dân tỉnh Tây Ninh thì sẽ có thêm 8 cây cầu bắc qua sông Vàm Cỏ Đông bao gồm: cầu Băng Dung (xã Biên Giới và xã Phước Vinh, huyện Châu Thành), cầu Bến Trường (xã Hòa Hội và xã Hảo Đước, huyện Châu Thành), cầu Ninh Điền (xã Ninh Điền và xã Thanh Điền, huyện Châu Thành), cầu Trường Đông (xã Long Vĩnh, huyện Châu Thành với xã Trường Đông, thị xã Hòa Thành), cầu Thạnh Đức (thị trấn Bến Cầu với xã Thạnh Đức, huyện Gò Dầu), cầu Hiệp Thạnh (xã Lợi Thuận với xã Hiệp Thạnh, huyện Gò Dầu), cầu trên đường cao tốc TP. HCM - Mộc Bài và cầu Phước Chỉ - Lộc Giang kết nối xã Lộc Giang, huyện Đức Hòa, tỉnh Long An với xã Phước Chỉ, thị xã Trảng Bàng.